# Kałyniwka (hromada Snihuriwka)
Kałyniwka (ukr. Калинівка, wcześniejsza nazwa - Kujbyszewe, ukr. Куйбишеве) – wieś na Ukrainie, w obwodzie mikołajowskim, w rejonie basztańskim. W 2001 liczyła 743 mieszkańców, spośród których 721 posługiwało się językiem ukraińskim, a 22 rosyjskim.